# حذر السم
حذر السم يدعى أيضاً النفور الغذائي التكيفي ويشير إلى تجنب مادة سامة من قبل حيوان سبق له وتناول هذه المادة.
تتعلم الحيوانات الربط بين خصائص التحفيز والتي تتمثل عادةً في الطعم والرائحة للمادة السامة وبين السم الذي تنتجه، وهذا يسمح لها بالكشف عن هذه المادة بسهولة وتجنبها. يحدث حذر السم كتكيف تطوري في العديد من الحيوانات، ولكنه يكون أكثر وضوحاً وبروزاً في الحيوانات التي تتغذى على العديد من أنواع الغذاء وليس الحيوانات المتخصصة، كما يسمى غالباً بحذر الطُعم عندما يحدث في محاولة مكافحة الآفات والحشرات والحيوانات، حيث أنه إذا تناولت الآفة جرعة سم أقل من الجرعة المميتة، فإنها عادةً سوف تكتشف وتتجنب الطُعم مما يجعله غير فعال.

## في الطبيعة
يجب أن تكون لكل كائن حي آليات التكيف لكي يستطيع أن ينجو من التسمم. حيث تم تحديد مجموعة من الآليات السلوكية والفسيولوجية في الثدييات تساعدها على تجنب التسمم. أولاً هناك آليات رفض فطرية مثل المذاق المر لبعض المواد السامة والذي يساعد الإنسان على تجنبها. ثانياً هناك استجابات فسيولوجية تكيفية أخرى مثل القئ أو التعديلات في عملية الهضم ومعالجة المواد السامة. ثالثاً هناك نفور من أطعمة معينة إذا حدث مرض بعد تناولها.
تم اختبار تجربة نموذجية لتعلم النفور الغذائي في قرود السنجاب والمارموسيتس الشائعة باستخدام عدة أنواع من الإشارات. أظهر كلا النوعين أنهم تعلموا من تجربة واحدة فقط بواسطة الإشارات البصرية من اللون والشكل، في حين أن المارموسيتس فعلت ذلك مع الإشارات التي تخص حاسة الشم فقط. كما أظهر كلا النوعين إكتساباً أسرع للربط بين السم والمثير في حالة الإشارات البصرية أكثر من التي تختص بحاسة الشم. وكانت جميع الأفراد من كلا النوعين قادرة على تذكر أهمية الإشارات البصرية واللون والشكل حتى بعد 4 أشهر.
على الرغم من ذلك فإن المرض ليس ضرورياً لتعلم الحيوانات أن تتجنب هذا الغذاء، فإن التركيزات العالية جداًولكنها أقل من الجرعة المميتة من السم والأغذية ذات الطعم الحامض أثارت أيضاً حاسة قوية جداً لدى الحيوانات منعتهم من تناول هذه الأغذية مرة أخرى.

## في مكافحة الآفات والحفاظ على البيئة
تم استخدام النفور الغذائي التكيفي على نطاق واسع في مكافحة الآفات والحفاظ على البيئة، وقد تم تطوير هذه الوسيلة في كل من المفترسات والفرائس.

### أمثلة
القوارض: يتطور حذر الطُعم في الفئران بسهولة جداً ويستمر لأسابيع أو شهور، كما يمكن أن ينتقل ذلك الحذر إلى أنواع الغذاء المماثلة حتى وإن كانت غير سامة..
وهكذا فإنه إذا استخدمت السموم لمكافحة الآفات يحب أن لا تعطي هذه السموم أي إحساس بالمرض بعد تناولها، ولهذا السبب فإن الطُعم الذي يحتوي على مضادات تخثر مثل الوارفارين تم استخدامه لفترة طويلة حيث أنه يقتل ببطء نسبياً عن طريق النزيف الداخلي، ولا يرتبط أي مرض بتناوله فلا يشعر به الكائن الحي.
بينما يتم استخدام سموم قوية جداً في الآونة الأخيرة حيث تقوم هذه السموم بمهاجمة الجهاز العصبي المركزي مثل البروميثالين، يتناول الحيوان جرعة أقل من المميتة من هذا المركب الكيميائي، ومن ثم فإنه لا يستطيع الربط بين التسمم وأي من أنواع الطعام، مما يساعد على منع تطور ظاهرة الحذر من السم في الحيوانات.
الغربان: تم استخدام النفور الغذائي التكيفي للسيطرة على الغربان التي تتغذى على البيض بضراوة -مما يسبب مشكلة للمحميات الطبيعية والمزارعين الذين يقومون بتربية الدجاج خارج المنزل. وضع الباحثون عاملاً مسبباً للمرض في بعض بيض الدجاج ثم لونوها باللون الأخضر ووضعوها حيث يمكن أن يأكلها الغربان. بعد تناول هذا البيض الملوث تجنب الغربان تناول البيض الأخضر، وتجنب الغربان أيضاً لاحقاً تناول البيض الأخضر سواءً كان ملوثاً أم لا، واستمر الغربان في تناول بيض الدجاج غير المصبوغ وغير السمي.
وعلى الرغم من ذلك، فقد تم إجراء دراسة أخرى لإختبار إذا يمكن التحكم في غراب كاريون الذي يتغذى على بيض الخرشنة (طير مائي) بضراوة بواسطة النفور الغذائي التكيفي.
وفشلت هذه الدراسة أن تجد أي تأثير لأن الغربان كانت لديهم القدرة على تمييز البيض الملوث أثناء تناوله، وذلك دون إستهلاك كمية كبيرة من البيض الملوث.
العديد من الحيوانات المفترسة: عندما تم استبدال بيض طائر الكركي الرملي ببيض معالج بمواد مسببة للأمراض، انخفض افتراس البيض في منطقة مليئة بالحيوانات المفترسة.
الذئاب: تم ترك قطع من اللحم (الطُعم) المسمم حيث يمكن للذئاب أن تجدها ولذلك لتثني الذئاب عن مهاجمة الأغنام. وهنا انتقل حذر الطُعم من قطع اللحم إلى الأغنام الحية أيضاً، وقد يكون حذر الطُعم في الكثير من الأحيان مرتبطاً بموقع معين ولا ينتقل إلى مناطق مختلفة.

## حماية الثروة الحيوانية
تطور النفور الغذائي التكيفي في الذئاب، والقيوط، وغيرها من الكانيدات لحماية الماشية والحياة البرية الضعيفة. وتم الإبلاغ في عام 1974 م عن القيوط أنها تجنبت تناول الهمبرغر بعد تناول الهمبرغر المعالج بكلوريد الليثيوم وقد ينتقل هذا النفور الناجم عن دواء كلوريد الليثيوم من لحوم الأغنام أو الأرانب إلى الفريسة الحية.
وزادت الإشارات التي تختص بحاسة الشم مثل الكولونيا والإشارات البصرية مثل الطوق الأحمر في الأغنام من قمع الإفتراس وذلك من خلال النفور التكيفي المكتسب في القيوط، على الرغم من أن هذا كان لفترة محدودة ثم عادت لطبيعتها مرة أخرى.
غالباً ما تأكل الماشية الرعوية النباتات السامة، ثم يكون الموت هو النتيجة الحتمية لذلك. قد تحمي الإنحرافات السلوكية الناتجة عن النفور الغذائي التكيفي الحيوانات من الإفراط في إبتلاع النباتات السامة. تم اختبار قدرة ثلاثة أنواع من النباتات مع آليات مختلفة من السمية على تطوير النفور الغذائي التكيفي في الأغنام. توصلوا إلى نتيجة أن نباتات الأستر الخشبية طورت نفوراً تكيفياً يشير إلى أن النفور التكيفي من النباتات التي تحتوي على السيلينيوم يساعد على ردع استهلاك هذه النباتات من قبل الحيوانات الراعية.

## حماية المحاصيل
يمكن أن تستفيد زراعة النباتات الخشبية (أشجار الزيتون، العنب، أشجار الفاكهة.. الخ) من وجود الحيوانات الراعية مثل الأغنام والماعز لأن فضلاتها تغذي التربة وبالتالي تقلل من استخدام المبيدات الحشرية والأسمدة. مع ذلك فإن هذه الحيوانات نفسها تأكل المحاصيل أحياناً، وقد تم استخدام كلوريد الليثيوم لتطوير النفور التكيفي لأوراق الزيتون في الأغنام والماعز.

## قائمة الحيوانات التي تظهر الحذر من السم
فيما يلي قائمة غير مكتملة بالحيوانات التي تظهر ظاهرة حذر السم أو حذر الطُعم في مكافحة الآفات:
- الفئران.[1][17]
  - فئران النيل.[18]
  - الفئران المختبرية.[19]
- بوسوم.[20]
  - بوسوم بروتشتايل.[21]
- فئران الحقل.[22]
- فئران المنازل.[23]
- فئران الغزلان.[24]
- القيوط.[11]
- الغربان.
  - غربان كاريون.
  - الغربان السوداء.[12]